# GEPJ
GEPJ (Grundstruktur for Elektronisk Patientjournal) var en dansk national specifikation af det kliniske indhold i en elektronisk patientjournal, EPJ. Specifikationens ramme var den kliniske proces.
GEPJ specificerede krav til struktur, sammenhæng, omfang og formalisering af data i EPJ i ét sammenhængende, tværfagligt, tværsektorielt, problemorienteret og forløbsbaseret dokumentationssystem. GEPJ var ikke en specifikation af en journalopbygning, men en specifikation af krav til klinisk dokumentation i EPJ. GEPJ blev udviklet af sundhedsstyrelsen, og det sidste versionsnummer var GEPJ v2.2.
i 2006 blev GEPJ projektet skrottet, da det var umuligt at få afprøvet og udviklet nye systemer til GEPJ.